# San Nazzaro (Monticelli d'Ongina)
San Nazzaro è un centro abitato d'Italia, frazione del comune di Monticelli d'Ongina.
Al censimento del 21 ottobre 2001 contava 703 abitanti.

## Geografia fisica
Il centro abitato è sito a 41 metri sul livello del mare, a breve distanza dal fiume Po. Si trova quasi perfettamente a metà strada tra Piacenza e Cremona da cui dista 17 e 16km e a un paio di chilometri a monte della diga di Isola Serafini, in coincidenza con la foce del torrente Chiavenna.

## Storia
Centro tipicamente rivierasco, ne è documentata l'esistenza già nel 376 d.C. La storia del paese è legata a Piacenza e alla sua diocesi. Nel corso dei secoli è stato dominio di molte famiglie nobili, tra cui i Confalonieri, i Lupi, i Landi, gli Scotti, i Mandelli e i Serafini, che diedero il nome alla grande isola del Po.
L'economia di San Nazzaro per molti secoli è stata legata ai mestieri tipici del fiume: pescatori, cavatori di ghiaia, traghettatori, costruttori di barche: cebebre era il ponte di barche che collegava le sponda emiliana e lombarda, sostituito poi da quello attuale in cemento. Con l'ultimo dopoguerra molte di queste attività sono scomparse, sostituite da attività artigianali, industriali e agricole.
Dal 2004, la parrocchia passa alla diocesi di Fidenza.

## Monumenti e luoghi d'interesse

### Chiese
Il centro abitato è sede di una parrocchia della diocesi di Fidenza dedicata ai santi Nazario e Celso.
La chiesa venne costruita nel 1688 sul luogo dove sorgeva originariamente un tempio romanico.
L’edificio si presenta con la classica facciata tripartita e scandita da coppie di lesene, con timpano che sovrasta lo scomparto centrale e volute di raccordo laterali. Internamente pregevole è la decorazione pittorica del battistero, della cappella del Suffragio e dei quattro tondi con il Martirio dei SS. Nazaro e Celso, provenienti dalla scuola del Bibiena. Settecenteschi sono inoltre il S. Nazzaro decollato del Mazzetti, i putti e le statue dipinte del Rusca e gli affreschi absidali del Galluzzi. Altre cappelle sono invece frutto di decorazioni novecentesche di Alberico Bossi e Alberto Aspetti.

### Parco del Po "Oscar Gandini"
Dedicato al ricercatore di fossili locale Oscar Gandini, è un parco pubblico, con vegetazione autoctona spontanea, che si trova a lambire il fiume Po. Qui sopravvivono specie botaniche ormai quasi del tutto estinte, quali la quercia palustre.

### Casa museo "Oscar Gandini"
Una casa museo privata, in cui il collezionista del Po, Oscar Gandini, ha raccolto la collezione di reperti e fossili (classificati dal Museo Geologico-Paleontologico di Castell'Arquato Museo Geologico Giuseppe Cortesi) restituite dal Grande Fiume nel corso del tempo.

## Sport

### Motonautica
Il paese ospita l'Associazione Motonautica San Nazzaro ASD, che svolge attività sportiva nell'ambito della motonautica e organizza manifestazioni a livello nazionale e internazionale. È una delle associazioni affiliate alla Federazione Italiana Motonautica più titolate in Italia grazie ai risultati ottenuti dai suoi piloti.